# Joseph Martel
Pour les articles homonymes, voir Martel.
Joseph Martel (Écaussinnes-Lalaing 5 mai 1903 - La Hestre 12 avril 1963) est un homme politique belge et militant wallon.

## Biographie
À la suite de la campagne des 18 jours il est fait prisonnier et passe cinq ans de sa vie en Allemagne comme ses compatriotes wallons.
En 1947, il devient bourgmestre de Braine-le-Comte. Comme député, il contresigna en 1938, avec Georges Truffaut et François Van Belle, la proposition de révision de la  Constitution dans le sens du fédéralisme inspirée par Fernand Dehousse. Il s'éleva aussi contre le fait qu'à Enghien on ne tienne pas compte du résultat du recensement.
C'est lui qui préside à Saint-Servais l'assemblée des élus socialistes wallons réclamant pour la Wallonie le droit de disposer d'elle-même. Il participe également aux meetings de Jules Mahieu et à la Concentration wallonne.

## Sources
- Paul Van Molle, Le Parlement Belge, 1894-1972, Anvers, 1972
- Encyclopédie du Mouvement wallon, T. II, Charleroi, 2001
- Un siècle de projets fédéralistes pour la Wallonie, 1905-2005, Charleroi, Institut Jules-Destrée, 2005.